# Upplands runinskrifter ATA7269/60G
Upplands runinskrifter ATA7269/60G är ett vikingatida runstensfragment av röd gävlesandsten som hittades vid Eds kyrka, Eds socken och Upplands-Väsby kommun. Stenens storlek är 20 gånger 16 centimeter. Den har inga runor ristade på sig utan endast ett par korsande slingor. Fragmentet ansågs tidigare vara en del av signum U ATA7269/60F. U ATA7269/60G påträffades 1959, tillsammans med ett antal andra runstensfragment, i kyrkogårdsmuren. Sedan 1960 förvaras de i hembygdsgården Runby i Upplands Väsby.